# Casaseca de las Chanas
Casaseca de las Chanas là một đô thị trong tỉnh Zamora, Castile và León, Tây Ban Nha. Theo điều tra dân số 2004 (INE), đô thị này có dân số là 360 người.
Đô thị này nằm ở độ cao 700 m trên mực nước biển, có diện tích 13 km2, cách tỉnh lỵ 10 km.